# Louis Boisard
Pour les articles homonymes, voir Boisard.
Louis Boisard (12 juin 1851 à Lyon - 12 mars 1938 à Saint-Rambert-l'Île-Barbe) est un Ingénieur de l'École centrale de Lyon de la promotion 1867, devenu prêtre en 1877.
Il est le fondateur de l'école de production Boisard à Lyon dont la pédagogie - inspirée de l'œuvre de Don Bosco - vise la formation tant professionnelle que spirituelle de ses élèves.
Il est nommé chevalier de la Légion d'honneur le 3 février 1929.